# 阿灵顿 (肯塔基州)
阿灵顿（英語：Arlington），是美国肯塔基州的一座城市。建立于1873年，面积约为1平方公里（0.4平方英里）。根据2010年美国人口普查，该市的人口为324人。